# Dowland (cratère)
Pour les articles homonymes, voir Dowland.
Dowland est le nom d'un cratère d'impact présent sur la surface de Mercure. 
Le cratère fut ainsi nommé par l'Union astronomique internationale en 1979 en hommage au compositeur et luthiste anglais John Dowland. 
Son diamètre est de 158 km. Il se situe dans le quadrangle de Neruda (quadrangle H-13) de Mercure.